# Keuren en breuken
Keuren en breuken zijn (in bepaalde gebieden) de benamingen voor wettelijke regels (keuren) en de boeten die op overtreding daarvan stonden (breuken). In het verleden kwam het op het Nederlandse platteland vaak voor dat er in een algemene dorpsvergadering over de keuren werd besloten. Dit hing vaak samen met het aanstellen van het dorpsbestuur.